# Marcel Lenz (Fußballspieler, 1991)
Marcel Lenz (* 3. Mai 1991 in Duisburg) ist ein deutscher Fußballspieler auf der Torwartposition.

## Vereinskarriere

### Jugend (bis 2010)
Lenz wuchs im Duisburger Ortsteil Hüttenheim auf und begann beim dort beheimateten VfL Duisburg-Süd in seiner Kindheit mit dem Fußballspielen. Anschließend verbrachte er einige Zeit bei der GSG Duisburg aus Großenbaum, ehe ihm die Aufnahme in die Jugendmannschaft des MSV Duisburg glückte. Dies stellte für ihn einen besonderen Schritt dar, weil er ebenso wie seine weiteren Familienmitglieder zur Anhängerschaft dieses Vereins zählt und schon in seiner Kindheit regelmäßig Partien der Profimannschaft besuchte.
Im Jahr 2000 verließ der damals Neunjährige den MSV wieder, um fortan im Nachwuchsbereich des FC Schalke 04 zu spielen. Begleitet wurde er von seinem jüngeren Bruder Fabian, der bereits zuvor stets im selben Verein wie Marcel angemeldet gewesen war, sich später jedoch für eine Laufbahn im Inline-Skaterhockey entschied und es dort bis in die Nationalelf schaffte. Anders als sein Bruder blieb Marcel Lenz dauerhaft auf Schalke und im Jugendbereich schrittweise ausgebildet. In der B- und später in der A-Jugend erhielt er Spielpraxis in der Bundesliga der jeweiligen Altersstufe.

### Entwicklung zum Profi in Duisburg (2010–2017)
Als im Sommer 2010 seine Zeit in der Schalker Jugend endete, akzeptierte der zu diesem Zeitpunkt 19-Jährige ein Angebot für die zweite Mannschaft des MSV Duisburg. Dies bedeutete die sportliche Rückkehr in die Stadt, in welcher er immer noch seinen Wohnsitz hatte. Mit dem MSV II trat er in der fünfthöchsten Spielklasse NRW-Liga an und teilte sich mit Roland Müller die Torwartposition. Zugleich stand er auch im Profikader des Zweitligisten, besaß dort aber zunächst keine Aussicht auf Einsätze. 2012 gelang ihm mit der Zweitmannschaft der Aufstieg in die viertklassige Regionalliga, in welcher er anschließend einen Stammplatz einnahm. Bei den Profis stand er an dritter Stelle hinter Felix Wiedwald und Roland Müller, was ihm keine Berücksichtigungen einbrachte. Am Ende der Spielzeit 2012/13 stieg er mit der zweiten Auswahl in die Oberliga ab, während der ersten Mannschaft die Lizenz entzogen wurde und es somit zum Zwangsabstieg in die 3. Liga kam. Direkt nachdem die sportliche Zukunft des Vereins in der dritten Liga feststand, verkündete Lenz seinen Verbleib beim MSV; der bislang bestehende Vertrag war durch den Abstieg hinfällig geworden.
Zwar verabschiedeten sich 2013 sowohl Wiedwald als auch Müller, doch wurde mit Michael Ratajczak ein neuer erster Torwart verpflichtet. Lenz wurde zu dessen Stellvertreter und ersetzte den verletzten Stammkeeper am 31. August 2013 bei einem 3:1-Auswärtssieg gegen den FC Rot-Weiß Erfurt zur Halbzeit. Dem folgten für den damals 22-Jährigen einige weitere Berücksichtigungen, während er üblicherweise einen Platz auf der Ersatzbank einnahm. Zur Saison 2014/15 änderte sich dies, weil der MSV als Drittligist eine bestimmte Zahl von unter 23-jährigen Akteuren im Kader stehen haben muss, Lenz aufgrund seines inzwischen zu hohen Alters jedoch nicht mehr zur Erfüllung dieser Vorgabe beitragen konnte. Daher nahm meist Maurice Schumacher den Platz auf der Bank ein, während Lenz in der zweiten Mannschaft Spielpraxis erhielt. Lenz behielt dennoch die zweite Position in der Rangfolge, hütete 2014/15 bei zwei Ligabegegnungen das Tor und war somit an der 2015 erreichten Rückkehr in die zweithöchste Spielklasse beteiligt.
Sein erstes Zweitligaspiel absolvierte Lenz am 15. Mai 2016. Am letzten Spieltag der Saison 2015/16 vertrat er den verletzten Michael Ratajczak in der Partie gegen RB Leipzig, die mit 1:0 gewonnen wurde, was den Duisburgern den 16. Tabellenplatz und die Teilnahme an den Relegationsspielen gegen die Würzburger Kickers sicherte. Auch in den beiden Partien gegen Würzburg (0:2, 1:2) stand Lenz über 90 Minuten im Tor, den Abstieg des MSV in die 3. Liga konnte er nicht verhindern. In der Saison 2016/17 bestritt er ein Drittligaspiel und schaffte mit der Mannschaft letztlich den Wiederaufstieg in die 2. Bundesliga.

### Regionalliga mit Rot-Weiss Essen (2017–2020)
Im Vorfeld der Spielzeit 2017/18 wechselte Lenz zum Regionalligisten Rot-Weiss Essen. Dort war er zunächst Ersatztorhüter hinter Robin Heller, eine Saison später hinter Lukas Raeder. In die Saison 2019/20 ging er als erster Torhüter, den Stammplatz verlor er jedoch an Jakob Golz, Sohn von Richard Golz. In drei Jahren kam Marcel Lenz nur auf 17 Ligaspiele für Rot-Weiss Essen, seinen auslaufenden Vertrag verlängerte der Verein im Sommer 2020 nicht.
Marcel Lenz wechselte daraufhin zum Stadtrivalen Schwarz-Weiß Essen in die Oberliga Niederrhein.

## Nationalmannschaft
In seiner Jugend durchlief Lenz mehrere Altersstufen der Juniorennationalmannschaften. Er hütete in drei Partien das Tor der deutschen U16-Auswahl. Anschließend gehörte er auch der U17-Nationalelf an, kam für diese allerdings nur zu einem Einsatz. Nachfolgend lief er viermal für die deutsche U18-Juniorennationalmannschaft auf. Zuletzt absolvierte er im Februar 2010 zwei Begegnungen mit der U19-Auswahl.

## Erfolge
- Vizemeister der 3. Liga 2015 und Aufstieg in die 2. Fußball-Bundesliga (mit dem MSV Duisburg)